# Campionatul Mondial de Scrimă pentru juniori din 2015
Campionatul Mondial de Scrimă pentru juniori din 2015 s-a desfășurat în perioada 5–9 aprilie la Centrul de Tenis de la Tașkent, Uzbekistan.

## Rezultate

### Masculin
| Event             | Aur                                                                           | Argint                                                                        | Bronz                                                                       |
| Spadă             | Hippolyte Bouillot (FRA)                                                      | Zsombor Bányai (HUN)                                                          | Yulen Pereira (SPA) · Xue Yangdong (CHN)                                    |
| Floretă           | Damiano Rosatelli (ITA)                                                       | Francesco Ingargiola (ITA)                                                    | Huang Mengkai (CHN) · Yang Hyeon-jun (KOR)                                  |
| Sabie             | Eli Dershwitz (USA)                                                           | Francesco Bonsanto (ITA)                                                      | Jules-Émile De Visscher (BEL) · Mohammed Amer (EGY)                         |
| Spadă pe echipe   | Germania Rico Braun Lukas Bellmann Peter Bitsch Samuel Unterhauser            | Franța Nelson Lopez-Pourtier Clément Dorigo Hippolyte Bouillot Romain Cannone | Ungaria Zsombor Bányai Sándor Cho Taeun Patrik Esztergályos Gergely Siklósi |
| Floretă pe echipe | Italia Damiano Rosatelli Francesco Ingargiola Tommaso Ciuti Lorenzo Francella | China Chen Jingfeng Huang Mengkai Lu Chenjie                                  | Franța Maximilien Chastanet Enguerrand Roger Alexandre Sido Erwann Auclin   |
| Sabie pe echipe   | Coreea de Sud Cho Han-shin Kim Soo-hwan Lee Jong-hyun                         | Rusia Iliy Andreev Dmitriy Danilenko Rostislav Krasilnikov                    | Statele Unite Eli Dershwitz Andrew Mackiewicz Jonah Shainberg Calvin Liang  |

### Feminin
| Probă             | Aur                                                                      | Argint                                                                | Bronz                                                                    |
| Spadă             | Coraline Vitalis (FRA)                                                   | Nadine Stahlberg (GER)                                                | Qin Xue (CHN) · Iulia Svîstil (UKR)                                      |
| Floretă           | Sara Taffel (USA)                                                        | Eleanor Harvey (CAN)                                                  | Leonie Ebert (GER) · Fu Yiting (CHN)                                     |
| Sabie             | Caroline Quéroli (FRA)                                                   | Manon Brunet (FRA)                                                    | Sage Palmedo (USA) · Anna Bașta (RUS)                                    |
| Spadă pe echipe   | Italia Alice Clerici Eleonora De Marchi Nicol Foietta Roberta Marzani    | Rusia Viktoria Kuzmenkova Alina Bagaeva Alena Komarova Daria Filina   | Germania Nadine Stahlberg Anna Hornischer Alexandra Ehler Kristin Werner |
| Floretă pe echipe | Italia Elisabetta Bianchin Claudia Borella Erica Cipressa Camilla Rivano | Statele Unite Iman Blow Sabrina Massialas Megan Partridge Sara Taffel | Polonia Julia Walczyk Anna Szymczak Marika Chrzanowska Martyna Długosz   |
| Sabie pe echipe   | Italia Sofia Ciaraglia Chiara Mormile Eloisa Passaro Rebecca Gargano     | Rusia Valeria Bolșakova Anna Bașta Iana Obvințeva Svetlana Șeveleva   | Ungaria Anna Márton Mirabella Kelecsényi Petra Záhonyi Borbála Papp      |

## Clasament pe medalii
| Loc   | Țară          | Aur | Argint | Bronz | Total |
| ----- | ------------- | --- | ------ | ----- | ----- |
| 1     | Italia        | 5   | 2      | 0     | 7     |
| 2     | Franța        | 3   | 2      | 1     | 6     |
| 3     | Statele Unite | 2   | 1      | 2     | 5     |
| 4     | Germania      | 1   | 1      | 2     | 4     |
| 5     | Coreea de Sud | 1   | 0      | 1     | 2     |
| 6     | Rusia         | 0   | 3      | 1     | 4     |
| 7     | China         | 0   | 1      | 4     | 5     |
| 8     | Ungaria       | 0   | 1      | 2     | 3     |
| 9     | Canada        | 0   | 1      | 0     | 1     |
| 10    | Belgia        | 0   | 0      | 1     | 1     |
| 10    | Egipt         | 0   | 0      | 1     | 1     |
| 10    | Polonia       | 0   | 0      | 1     | 1     |
| 10    | Spania        | 0   | 0      | 1     | 1     |
| 10    | Ucraina       | 0   | 0      | 1     | 1     |
| Total | Total         | 12  | 12     | 18    | 42    |